# Nymphaea rudgeana
Aguapé-da-meia-noite (Nymphaea rudgeana) é uma planta que se adapta a viver em ambiente aquático. As folhas destas plantas são individualmente suportado em pecíolos. As flores variam muito de cor e tamanho. Eles gostam de água neutra a alcalina e crescem melhor em lugares ensolarados. Plantio deve ser feito em água não mais frio do que 23,9 °C. Se a água está muito fria a planta entrará em um estado dormente. Épocas de plantio variam de zona de resistência.
Recebe esse nome pois floresce à noite, apesar de não ser um verdadeiro aguapé (género Eichhornia) e tão pouco pertencer a família deste (Pontederiáceas), pertencendo ao gênero Nymphaea, do qual fazem parte as nenúfares.

## Ligação Externa
- (em inglês) Jardinagem: Nymphaea rudgeana